# El Taref
El Taref (arabisch الطارف, DMG aṭ-Ṭārif) ist eine algerische Stadt. Sie ist Hauptstadt der gleichnamigen Provinz El Tarf und hat 20.362 Einwohner. (Stand: 1998)

## Geographie
El Taref befindet sich sechs Kilometer westlich von der Grenze zu Tunesien. Die Stadt wird umgeben von Aïn El Assel im Nordosten, Zitouna und Bougous im Süden und Bouteldja im Westen.